# Линчак, Михаил Степанович
Михаил Степанович Линчак (род. 01 октября 1953 г., в селе Ковалин Переяслав-Хмельницького района, Киевской области) — депутат Верховной Рады Украины II созыва, кандидат сельскохозяйственных наук.

## Биография
Михаил Линчак родился 1 октября 1953 года.
Работал в совхозе «Днепр», в селе Девички Переясляв-Хмельницкого района слесарем автопарка. С 1971 по 1973 год служил в армии. В 1973 год вернулся на работу в совхоз «Днепр» шофёром.
С 1978 по 1983 годы учился в Украинской сельскохозяйственной академии, там же окончил аспирантуру. В 1994 год защитил кандидатскую диссертацию в Украинском государственном аграрном университете.
С 1983 года работал заместителем председателя колхоза «Коммунист» в селе Капустинцы Володарского района, с 1985 года — заместителем председателем колхоза имени Кирова в селе Рогизна, а с 1986 года — председателем колхоза имени Ильича в селе Рубченки Володарского района.
В 1994 году избран депутатом Верховной Рады Украины.